# 喬治 (愛荷華州)
喬治（英語：George）是一個位於美國愛荷華州萊昂縣的城市。

## 地理
喬治的座標為43°20′33″N 96°00′04″W / 43.34250°N 96.00111°W，而該地的平均海拔高度為427米（即1381英尺）。

## 人口
根據2010年美國人口普查的數據，喬治的面積為6.24平方千米，當中陸地面積為6.22平方千米，而水域面積為0.02平方千米。當地共有人口1080人，而人口密度為每平方千米173人。